# مک‌نیرز بیچ (کالیفرنیا)
مک‌نیرز بیچ (به انگلیسی: McNears Beach) یک منطقهٔ مسکونی در ایالات متحده آمریکا است که در شهرستان مارین، کالیفرنیا واقع شده‌است. مک‌نیرز بیچ ۳ متر بالاتر از سطح دریا واقع شده‌است.